# Dita (woreda)
Pour les articles homonymes, voir Dita.
Dita est un woreda du sud de l'Éthiopie situé dans la zone Gamo. 
Ce district a 83 987 habitants en 2007 et fait partie de la région des nations, nationalités et peuples du Sud jusqu'au transfert de la zone dans la région Éthiopie du Sud en août 2023.
Son centre administratif est Zada.
Dita reprend la partie orientale de l'ancien woreda Dita Dermalo dont la partie occidentale s'est détachée sous le nom de Deramalo probablement dès les années 1990[réf. souhaitée].
Zada se trouve entre 2 500 et 2 600 m d'altitude, une quinzaine de kilomètres au nord-ouest de Chencha à vol d’oiseau et une trentaine de kilomètres au sud de Selam Ber,,.
|          | Kucha            |         |
| Deramalo | Dita             | Chencha |
| Bonke    | Arba Minch Zuria |         |

Le recensement national de 2007 fait état de 83 987 habitants dans le woreda Dita dont 4 % de citadins qui sont les 2 972 habitants de Zada.
La majorité des habitants du district (69 %) sont orthodoxes, 28 % sont protestants et 2 % sont de religions traditionnelles africaines.
En 2022, la population de Dita est estimée à 113 404 personnes avec une densité de population de 400 personnes par km2 et 283 km2 de superficie.